# 阿马斯·托伊沃宁
阿马斯·托伊沃宁（芬蘭語：Armas Toivonen，1899年1月20日—1973年9月12日），芬兰男子田径运动员，主攻长跑。他曾代表芬兰参加1932年夏季奥林匹克运动会田径比赛，获得男子马拉松铜牌。